# Arthur Ivan Allin
Arthur Ivan Allin (3. december 1847 i København – 31. januar 1926 smst) var en dansk violinist, organist, dirigent og komponist.
Spillede violin i Lumbyes tivoliorkester. Derefter organist i Rønne (1875-80), ved St. Peders kirke i Næstved (1881-89) og Århus Domkirke (1888-1913), hvor han efterfulgte Robert Allen. Han overtog også dennes job som dirigent for De Centraliserede jyske Sangforeninger 1889-1914. Fra 1912-18 var han redaktør af Dansk Organist- og Kantorforenings Medlemsblad. I sin Århustid var Allin en fremtrædende figur i det lokale musikliv både som komponist, musiker og formand for musikerforeningen. Allins efterladte værk er ret omfattende og består af både mindre og større værker

## Musik i udvalg
- Bankiren i Sevilla (komisk opera Næstved 1885) (Bankieren?)
- Kantate ved Christian IX’s jubilæum (1888)
- Kantate ved Statsbibliotekets indvielse (1902)
- Kantate til Landsudstillingen i Århus (1909)

- marcher
- dansemusik
- klavermusik
- orgelmusik
- ouverturer
- 2 symfonier
- kammermusik
- teatermusik
- religiøse korværker
- kantater